# G25-ös gyorsított személyvonat
A G25-ös gyorsított személyvonat Budapest-Keleti pályaudvar és Kunszentmiklós-Tass vasútállomás között közlekedő elővárosi vonat. Vonatszáma négyjegyű, 37-tel kezdődik.

## Története
A Budapest–Kunszentmiklós-Tass–Kelebia-vasútvonalon 2022. február 1-jétől vágányzári menetrend érvényes, Budapest felé munkanapokon napi 4, Délegyháza felé napi 5 vonat a G25-ös jelzést kapta. A vonatok helyett Délegyházától Kunszentmiklós-Tassig vonatpótló autóbusz közlekedik. 2022. május 1-jétől a teljes vasútvonalon szünetel a vasúti közlekedés. Vonatok helyet a teljes vonalat a Volánbusz pótolja. Szeged és Kelebia között új pótlóbusz járat közlekedik.

## Járművek
A viszonylaton többnyire Stadler FLIRT motorvonatok járnak. Délegyháza felől két indulást fecske inga és BVmot teljesíti.

## Útvonala
| 0                                                                        | Budapest-Keleti vonat végállomása                            | 95 | 2M, 24 73, 76, 78, 79M, 80 5, 7, 7E, 8E, 20E, 30, 30A, 108E, 110, 110E, 112, 133E, 230 G10 , S60 , G60 , Z60 , S80 , G80 , Z80 , IC, EC, EN, InterRégió, gyorsvonat, expresszvonat, |
| 9                                                                        | Ferencváros                                                  | 86 | 281 1, 51A G10 , S36 , G43 , InterRégió |
| 15                                                                       | Pesterzsébet                                                 | 79 | 66, 66B, 119, 151, 166 630, 632, 635, 636, 655, 661 |
| 24                                                                       | Dunaharaszti                                                 | 67 | |
| 26                                                                       | Dunaharaszti alsó                                            | 65 | |
| 30                                                                       | Taksony                                                      | 62 | 655, 663 |
| 37                                                                       | Dunavarsány                                                  | 54 | 652, 655, 656, 664 |
| 40                                                                       | Délegyháza vonat végállomása                                 | 50 | 652, 655, 656, 664 |
| Délegyháza és Kunszentmiklós-Tass között vonatpótló autóbusz közlekedik. |                                                              |    | |
| 45                                                                       | Délegyháza, vasútállomás amh. pótlóbusz végállomása          | 52 | 652, 655, 656, 664 |
| 60                                                                       | Kiskunlacháza, vasútállomás elágazás amh.                    | 30 | 645, 647, 648, 653, 660, 661, 665, 668, 669, 670, 1110, 1113, 1115 |
| 64                                                                       | Kiskunlacháza, vasútállomás bejárati út amh.                 | 26 | 645, 647, 648, 653, 669, 670 |
| 74                                                                       | Apaj, Kunszentmiklósi útelágazás amh.                        | 16 | 647, 649, 669 1115 |
| 86                                                                       | Kunszentmiklós, Kálvin tér amh.                              | 4  | 646, 647, 653 1115 |
| 90                                                                       | Kunszentmiklós-Tass, vasútállomás amh. pótlóbusz végállomása | 0  | 646 |